# Флоріан Кеттемер
Флоріан Кеттемер (нім. Florian Kettemer; нар. 10 червня 1986, м. Кауфбойрен, Німеччина) — німецький хокеїст, нападник/захисник. Виступає за «Ред Булл» (Німецька хокейна ліга).

## Кар'єра
Кеттемер дебютував у віці 17 років (сезон 2004/05) в складі рідного клубу «Кауфбойрен» (2.Бундесліга). В сезоні 2007/08 переїхав до мюнхенського клубу ЕХК 70 Мюнхен, за який він виступав до сезону 2008/09. Флоріан вразив спеціалістів та шанувальників своєю стабільною грою в захисті і гострою грою у нападі. Обирався гравцем місяця вболівальниками клубу.
В сезоні 2009/10 Кеттемер перейшов до клубу Німецької хокейної ліги «Аугсбург Пантерс», за який відіграв 128 матчів, набрав 14 очок (5 + 9).
В складі національної збірної виграв Кубок Німеччини у 2010 році.
Три сезони 2011/14 Флоріан відіграв за «Адлер Мангейм».
З 2014 грає в складі мюнхенського «Ред Буллу».

## Досягнення
- Чемпіон Німеччини у складі «Ред Булл» — 2016, 2017, 2018.